# Bzovská Lehôtka
Bzovská Lehôtka (bis 1927 slowakisch „Bzovská Lehôta“ oder „Bozók Lehôtka“; ungarisch Bozókszabadi – bis 1907 Bozóklehota) ist eine Gemeinde in der Mittelslowakei mit 139 Einwohnern (Stand 31. Dezember 2024) und gehört zum Okres Zvolen, einem Kreis des Banskobystrický kraj.

## Geographie
Die Gemeinde befindet sich im Südteil des kleinen Talkessels Pliešovská kotlina, südlich des Flüsschens Krupinica. Das Ortszentrum liegt auf einer Höhe von 422 m n.m. und ist 18 Kilometer von Krupina sowie 22 Kilometer von Zvolen entfernt.
Nachbargemeinden sind Sása im Norden, Pliešovce im Osten, Čekovce im Süden und Krupina im Westen.

## Geschichte
Bzovská Lehôtka wurde von Hirten der Abtei von Bzovík gegründet, vermutlich im 14. Jahrhundert, zum ersten Mal wurde der Ort aber erst 1524 (andere Quellen 1446) als Lehotka schriftlich erwähnt. Bis 1786 war Bzovská Lehôtka Teil des Komitats Hont, im selben Jahr kam es zum Verwaltungsgebiet des Komitats Sohl. 1828 zählte man 48 Häuser und 417 Einwohner, die als Hirten beschäftigt waren. 1903 brannten 40 Häuser im Ort aus.
Bis 1918 gehörte der im Komitat Sohl liegende Ort zum Königreich Ungarn und kam danach zur Tschechoslowakei beziehungsweise heute Slowakei. Zwischen 1971 und 1980 kam es zu einem erheblichen Bevölkerungsrückgang.

## Bevölkerung
| Jahr                | 1994 | 2004     | 2014     | 2024    |
| ------------------- | ---- | -------- | -------- | ------- |
| Anzahl der Personen | 128  | 115      | 136      | 139     |
| Unterschied         |      | −10,15 % | +18,26 % | +2,20 % |

| Jahr                | 2023 | 2024    |
| ------------------- | ---- | ------- |
| Anzahl der Personen | 130  | 139     |
| Unterschied         |      | +6,92 % |

Nach der Volkszählung 2011 wohnten in Bzovská Lehôtka 134 Einwohner, davon 130 Slowaken. Vier Einwohner machten keine Angabe zur Ethnie.
103 Einwohner bekannten sich zur römisch-katholischen Kirche und 17 Einwohner zur Evangelischen Kirche A. B. Vier Einwohner waren konfessionslos und bei 10 Einwohnern wurde die Konfession nicht ermittelt.

## Bauwerke
- Kapelle Sieben Schmerzen Mariens im spätklassizistischen Stil aus dem Jahr 1862[6]